# Kladský rybník
Kladský rybník je rybník, který leží ve Slavkovském lese, poblíž osady Kladská asi 8 km severně od Mariánských Lázní, v nadmořské výšce 810 m. Rybník má rozlohu asi 9 ha.

## Vodní režim
Napájí jej několik potoků vyvěrajících v bezprostředním okolí, největší z nich je Pramenský potok. Na severní straně z rybníka vytéká Dlouhá stoka, která byla vybudována za účelem zpracování cínové rudy v okolí Horního Slavkova. Jižní břeh rybníka tvoří hranici rezervace Kladské rašeliny a vede po něm po dřevěném chodníku naučná stezka.